# Detlef Kahlert
Detlef Kahlert (né le 1er août 1962 à Schwerte en Allemagne de l'Ouest) est un archer ouest-allemand.

## Biographie
Kahlert fait ses premières fortes impressions sur le circuit international en 1987, alors qu'il remporte une médaille d'or lors des championnats du monde dans l'épreuve par équipe. C'est trois ans plus tôt, en 1984, qu'il participe à ses premiers Jeux olympiques. Dans cette compétition, il finit 15e à l'individuel. Il participe à un autre Jeux olympiques, en 1988.

## Palmarès
- Jeux olympiques[2]
  - 15e à l'épreuve individuelle aux Jeux olympiques de 1984 à Los Angeles.
  - 12e à l'épreuve individuelle aux Jeux olympiques de 1988 à Séoul.
  - 18e à l'épreuve par équipe aux Jeux olympiques de 1988 à Séoul (avec Manfred Barth et Bernhard Schulkowski).

- Championnats du monde
  -  Médaille d'or à l'épreuve par équipe homme aux championnats du monde de 1987 à Adélaïde (avec Andreas Lippoldt et Bernd Schröppel)[1].